# 大東めぐみ
大東 めぐみ（おおひがし めぐみ、1972年1月29日 - ）は、日本のタレント。本名、大久保 恵（旧姓、大東）。
愛知県名古屋市出身。名古屋市立富田高等学校中退→明治大学付属中野高等学校定時制→東京都立代々木高等学校定時制卒業。

## 来歴
子供の頃からアイドルを夢見て育ち、谷村有美が優勝した『ティーンズ・ポップコンテスト』でボーカル賞を受賞し、レコード会社にスカウトされ、高校1年のときに上京。1988年にCBS・ソニーから「扉を開けて 〜TAKE A CHANCE〜」で念願のデビュー。しかし、デビュー曲も2枚目の曲も売上的には成功せず、予定されていた1stアルバムも発売されずに終わった。MEGUMI名義で、ワーナー・パイオニアよりシングル「瞳のかなたに」を発売している。
高校卒業後にラジオ番組のパーソナリティをしていたところ、高田文夫に認められてニッポン放送『高田文夫のラジオビバリー昼ズ』のアシスタントに抜擢された。その後はバラエティタレントとして活動するようになった。
1998年1月、プロ野球選手の大久保秀昭（当時近鉄バファローズ外野手、後に慶應義塾体育会野球部、ENEOS野球部の監督等を歴任）と結婚。同年10月に第1子となる男児を出産。結婚後も、育児をしながらテレビ番組のコメンテーターやリポーターを務めている。名古屋出身であることからかつては中日ドラゴンズのファンだったが、大久保と結婚してからは近鉄を応援するようになったという。
2008年3月11日午後0時18分頃、東京都渋谷区宇田川町の交差点で横断歩道を歩行中に、右折してきたマイクロバスにはねられ左足の骨を折る全治3か月の重傷を負い入院。3月31日に無事退院｡
2009年6月23日、第2子となる男児を出産。

## 出演

### 過去

#### テレビ番組
- 情報ライブ ミヤネ屋（読売テレビ） - コメンテーターを担当。
- 小町テレビ（日テレG+）
- ミッドナイトお買い物情報（2010年 - 、BSジャパン） - 松居一代・吉村明宏らと司会を担当。
- リゾッピング in 長島（2013年4月 - 、CNCIグループ）
- ムーブ・関口宏の東京フレンドパーク（1992年10月 - 1993年9月、TBS） - 初代女性従業員役を担当。
- 週刊スタミナ天国（フジテレビ）
- GAHAHA王国（テレビ朝日） - 司会
- ゴールデンタイム（1994年、フジテレビ） - レポーターとして出演｡
- 超天才・たけしの元気が出るテレビ!! （1995年 - 1996年、日本テレビ）
- THE夜もヒッパレ（日本テレビ） - 不定期出演
- 気分はビビデバビデブ（1995年 - 1999年、名古屋テレビ） - 小林克也とともに司会を担当。
- ごちそうさま（1996年 - 1998年、日本テレビ） - 辰巳琢郎とともに司会を担当。
- すくすくネットワーク（1999年 - 2002年、NHK教育テレビ）
- ぴーかんテレビ（?年 - 2011年、東海テレビ） - 月曜コメンテーターを担当。

#### ラジオ番組
- 高田文夫のラジオビバリー昼ズ（ニッポン放送）
- 今日は一日“名古屋”三昧（2008年7月21日、NHK-FM） - MC[2]

### CM
- 九州石油
- モノたいせつ王国（2008年度、公共広告機構 = 現・ACジャパン、中部・北陸地方） - ナレーションを担当。

## ディスコグラフィ
1. 扉を開けて 〜TAKE A CHANCE〜（作詞：阿木燿子、作曲：大内義昭、編曲：佐藤準）
2. 長いお別れ（作詞：川村真澄、作曲：平井薫、編曲：水島康貴）
3. 瞳のかなたに（作詞：西脇唯、作曲：西脇唯・緒里原洋子、編曲：加藤みちあき）